# La Tour-d’Aigues
La Tour-d’Aigues – miejscowość i gmina we Francji, w regionie Prowansja-Alpy-Lazurowe Wybrzeże, w departamencie Vaucluse.
Według danych na rok 1999 gminę zamieszkiwało 3860 osób, a gęstość zaludnienia wynosiła 81 osób/km² (wśród 963 gmin regionu Prowansja-Alpy-W. Lazurowe La Tour-d’Aigues plasuje się na 184. miejscu pod względem liczby ludności, natomiast pod względem powierzchni na miejscu 200.).

## Populacja

Populacja La Tour-d’Aigues w latach 1962–2008